# Le Carrosse vert
Pour plus de détails, voir Fiche technique et Distribution.
Le Carrosse vert (Зелёная карета, Zelyonaya kareta) est un film soviétique réalisé par Ian Frid, sorti en 1967,.

## Fiche technique
Sauf indication contraire, les informations mentionnées dans cette section peuvent être confirmées par la base de données cinématographiques IMDb,  présente dans la section « Liens externes ».
- Titre français : Le Carrosse vert[3]
- Titre original : Зелёная карета, Zelyonaya kareta
- Réalisation : Ian Frid
- Scénario : Aleksandr Gladkov (ru)
- Photographie : Anatoli Nazarov, Lev Sokolski
- Musique : Vladlen Tchistiakov
- Décors : Mikhail Krotkin, Tatiana Ostrogorskaia
- Montage : Evgenia Makhankova
- Société de production : Lenfilm
- Pays de production :  Union soviétique
- Langue de tournage : russe
- Format : Couleurs - Son mono
- Durée : 101 minutes (1h41)
- Genre : Mélodrame historique
- Date de sortie : 
  - Union soviétique : 25 septembre 1967

## Distribution
- Natalya Tenyakova (en) : Varvara Asenkova
- Vladimir Tchestnokov : Ivan Sosnitskiy
- Aleksandr Susnin : Aleksandr Martynov
- Igor Dmitriev : Nikolay Dyur
- Gleb Florinskiy : Vasiliy Karatygin
- Aleksandr Borisov : Aleksandr Gedeonov
- Vladimir Erenberg : Aleksandr Khrapovitskiy
- Lidiya Shtykan : Aleksandra Egorovna
- Igor Ozerov : Yuriy Glebov
- Irina Gubanova : Masha Dontsova
- Tatyana Piletskaya : Nadezhda Samsonova
- Aleksandr Sokolov : Kulikov
- Yulian Panich : Vasiliy
- Geliy Sysoev : Trosnikov
- Viktor Kostetskiy : Perepelskiy
- Anatoli Abramov : Theater Worker
- Kseniya Blagoveshchenskaya : Theater Actress
- Yekaterina Borovskaya : Theater Actress
- Yuri Dedovich : Irakliy
- Kira Guretskaya :
- Mikhail Ivanov : Samsonov
- Sergei Karnovich-Valua : Theater Actor
- Anatoly Korolkevich : The Conductor
- Valentina Kovel : Theater Actress
- Vera Lipstok :
- Yevgeniya Losakevich : The Governess
- N. Nikashin :
- Pyotr Nikashin : The Doorman
- Anna Nikritina : Headmistress
- Aleksandr Orlov : Theater Actor
- Georgy Satini : The Officer
- Ivan Selyanin :
- Lyudmila Staritsyna : Wardrobe Mistress
- Stanislav Fesyunov : Theater Actor (non crédité)
- Nikolay Gavrilov : Episode (non crédité)
- Roman Gromadskiy : The Hussar (non crédité)
- Stepan Krylov : Passerby at the Theater (non crédité)
- Nikolay Kuzmin : The Yardman (non crédité)
- Oskar Lind : The Spectator (non crédité)
- Valentina Pugachyova : Gypsy woman (non créditée)
- Vladislav Strzelczyk : The Imperator Nikolay I (non crédité)
- Galina Teplinskaya : Episode (non crédité)
- Dmitriy Zebrov : The Clerk (non crédité)